# NGC 6207
NGC 6207 est une galaxie spirale située dans la constellation d'Hercule. Sa vitesse par rapport au fond diffus cosmologique est de 862 ± 2 km/s, ce qui correspond à une distance de Hubble de 12,7 ± 0,9 Mpc (∼41,4 millions d'al). NGC 6207 a été découverte par l'astronome germano-britannique William Herschel en 1787.
La classe de luminosité de NGC 6207 est III et elle présente une large raie HI. Elle renferme également des régions d'hydrogène ionisé. De plus, c'est une galaxie du champ, c'est-à-dire qu'elle n'appartient pas à un amas ou un groupe et qu'elle est donc gravitationnellement isolée.

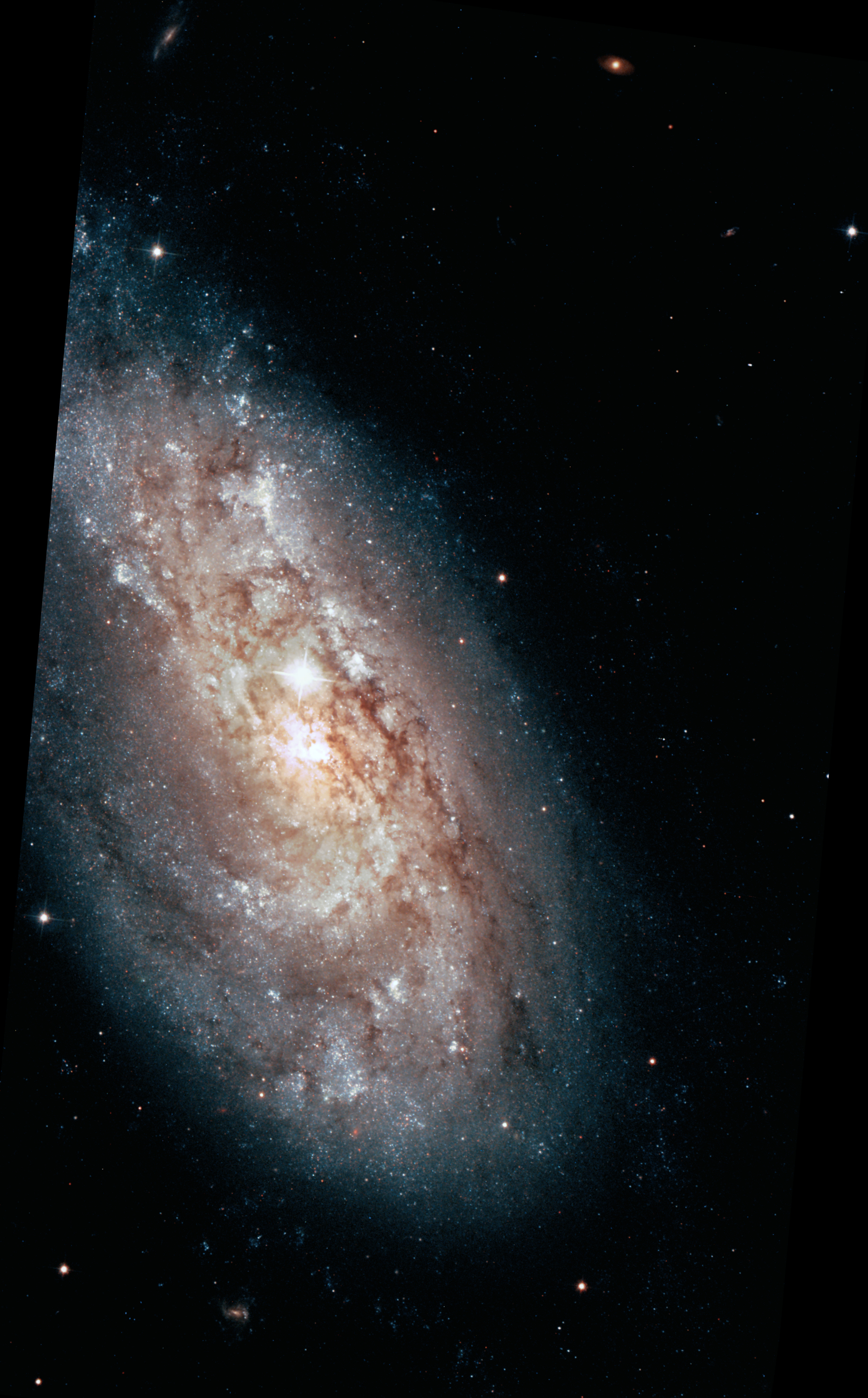
NGC 6207 par le télescope spatial Hubble.

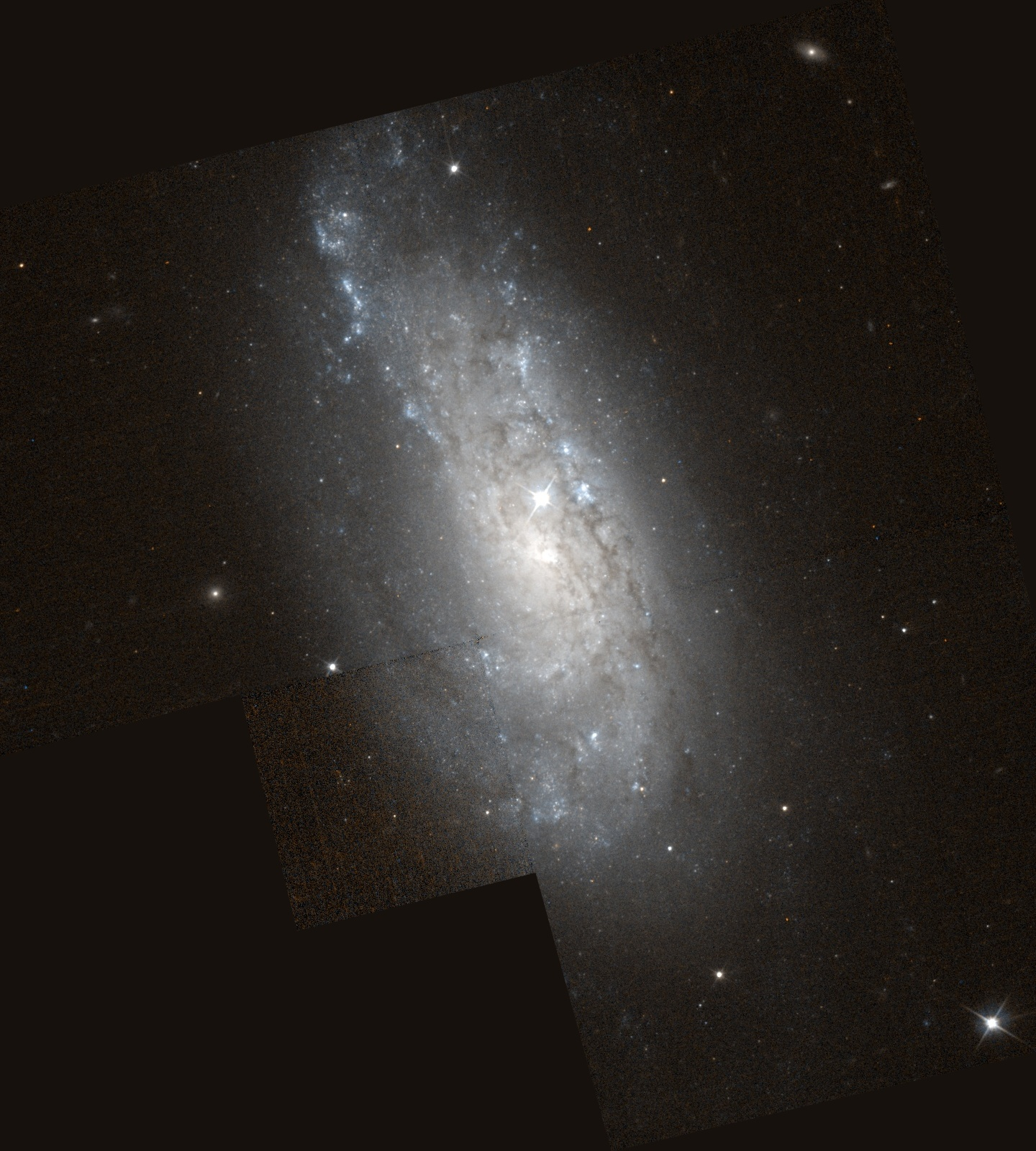
Autre version de NGC 6207 par le télescope spatial Hubble.

À ce jour, 27 mesures non basées sur le décalage vers le rouge (redshift) donnent une distance de 16,978 ± 3,836 Mpc (∼55,4 millions d'al), ce qui est à l'intérieur des valeurs de la distance de Hubble.

## Morphologie
Vue depuis la Terre, le bulbe galactique de NGC 6207 est partiellement masqué par une étoile du type F située au premier plan, à environ 6" au nord de ce dernier.
Une étude publiée en 1976 sur la rotation et la masse de NGC 6207 a permis de conclure que la masse de cette dernière équivaudrait à ~6,2 milliards de masses solaires (avec un rapport masse/luminosité de 0,8). Ces valeurs relativement faibles pour une galaxie spirale ordinaire, combinées avec celles de sa rotation, suggèrent que NGC 6207 serait possiblement une galaxie de type Sm (galaxie spirale magellanique) plutôt qu’une galaxie Sc.

## Supernova
La supernova SN 2004A a été découverte dans NGC 6207 le 9 septembre 2004 à Yamagata au Japon par l'astronome japonais Koichi Itagaki. D'une magnitude apparente de 15,7 au moment de sa découverte, elle était de type II-P.